# Люфа

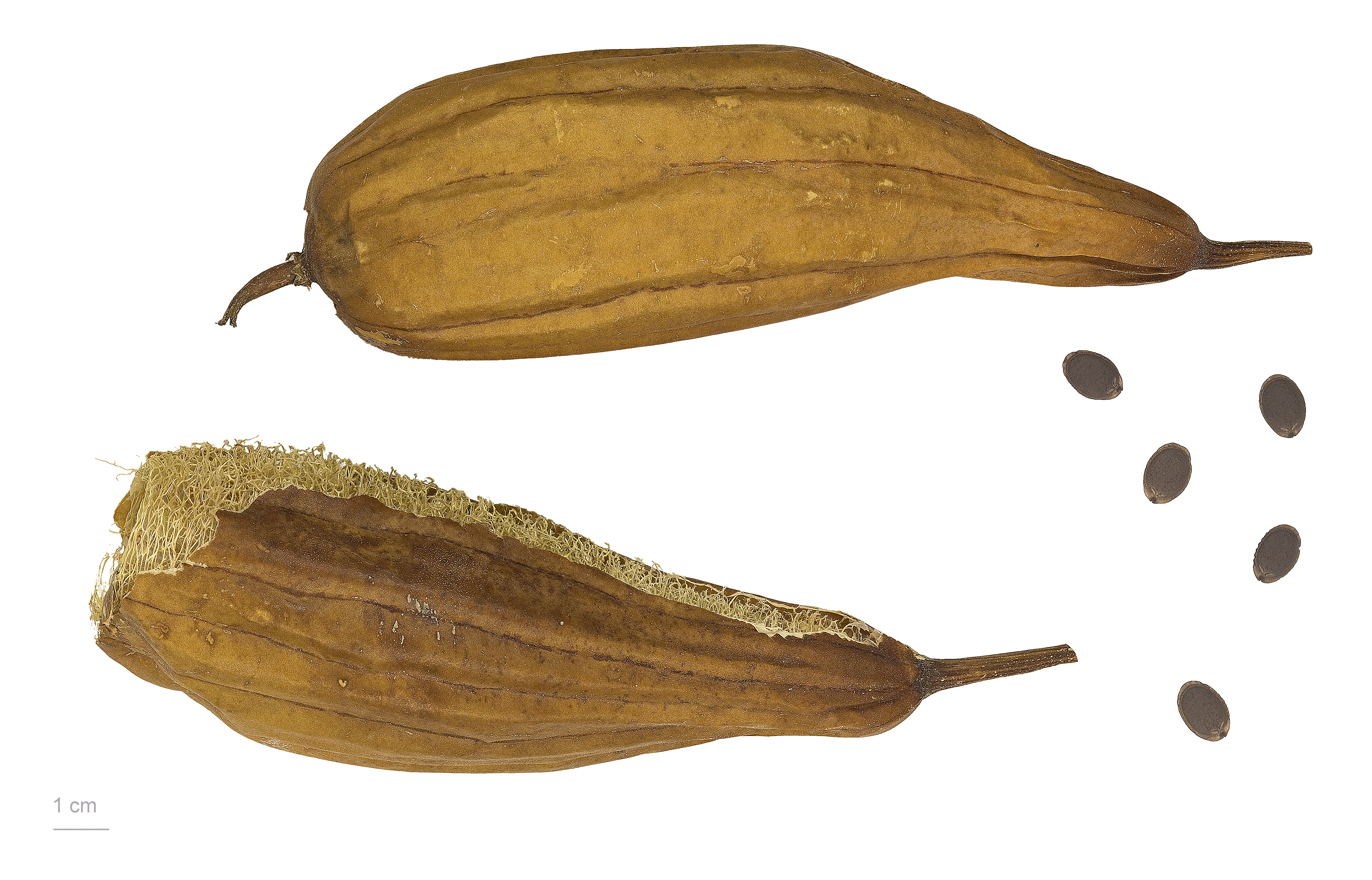
Luffa aegyptiaca — Тулузький музей

Люфа́ (Luffa, від араб. ليفة) — рід трав'янистих ліан родини гарбузових. Ареал роду — тропічні і субтропічні регіони Азії та Африки.
Молоді плоди Luffa acutangula і Luffa aegyptiaca популярні як овочі для вжитку у їжу в Азії і Африці.
Дозрілий плід L. aegyptiaca (й інших видів) після певної обробки, за якої видаляється все, крім сітки ксилеми або волокон, використовується як банна або кухонна губка. Цю губку також використовують як скраб для тіла.
Сік використовують як природний засіб від жовтяниці. Насіння люфи містить понад 25 % олії, придатної для технічного вжитку.

## Опис
Люфа (губковий гарбуз, або губка рослинна) — однолітня трав'яниста рослина. Вирощується як технічна культура для отримання волокна й олії, а також як овочева і лікарська культура.
Циліндрична люфа утворює довгі (до 60 см і більше) циліндричні плоди, загострені біля плодоніжки, з тонкою корою, що легко здирається, і білою ніжною тканиною.
Молоді їстівні, зрілі плоди дають так звану рослинну губку (мочалку).
Насіння містить олію, яку використовують для технічних цілей. Також із люфи виготовляють мило.

## Систематика
Існує біля 50 видів рослини. Деякі з них:
- Luffa acutangula
- Luffa aegyptiaca
- Luffa astorii
- Luffa echinata
- Luffa Graveolens
- Luffa operculata
- Luffa quinquefida
- Luffa sepium

## Галерея

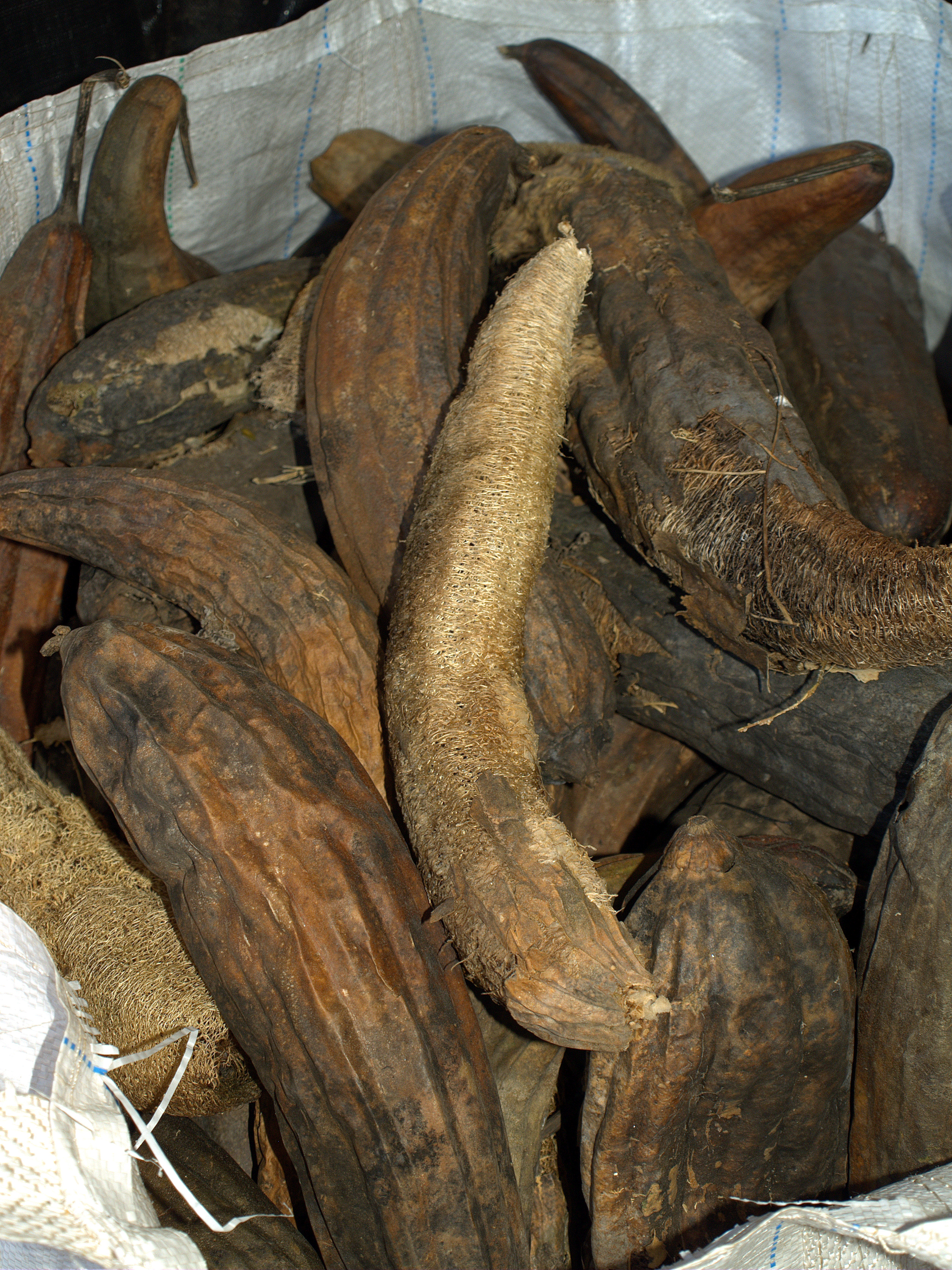
Сумка з висушеними плодами люфи
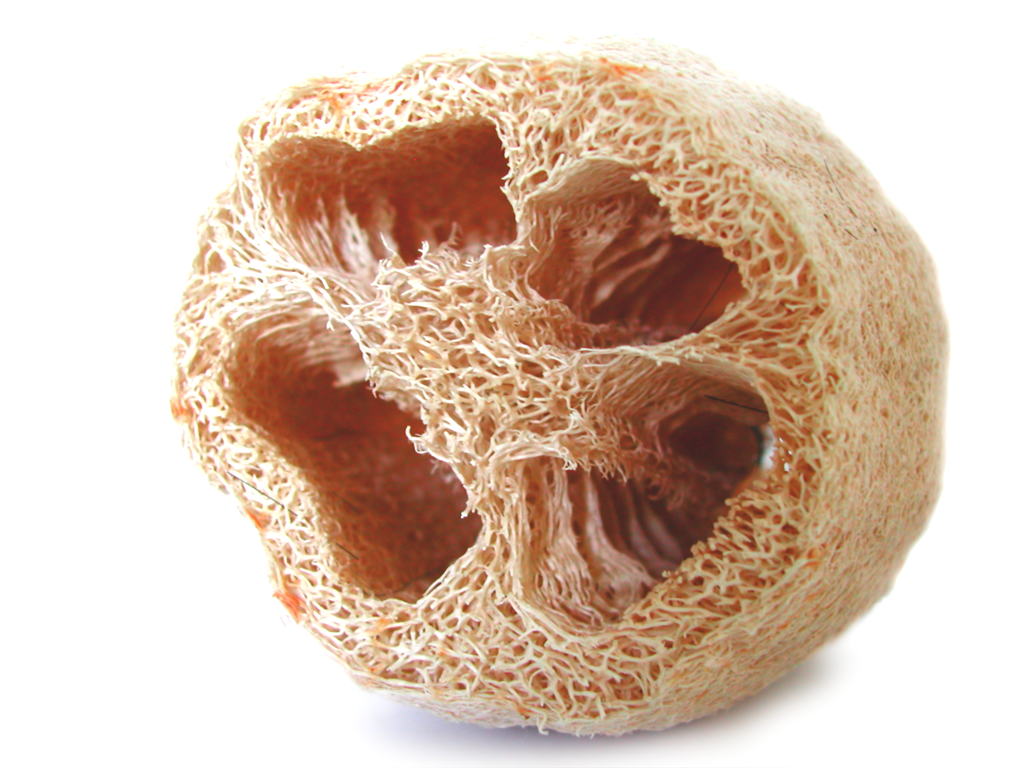
Губка з люфи